# Historische Linguistik
Die historische Linguistik (auch historische Sprachwissenschaft, Historiolinguistik und Sprachgeschichte) beschäftigt sich als Teilbereich der Sprachwissenschaft sowie als historische Hilfswissenschaft mit allen Fragen der Veränderung von Sprache über längere Zeiträume hinweg. 

## Forschungsgebiet
Während im 19. Jahrhundert noch die fernen Vorstufen unserer heutigen Sprachen im Blickpunkt standen, beschäftigt sich die historische Linguistik heute auch mit dem Sprachgebrauch in vergangenen Zeiten sowie mit dem Sprachwandel der jüngeren Vergangenheit und der Gegenwart. Die Beschreibung des Wandels von Lauten, Formen, Strukturen und Bedeutungen führt auch zur Bereitstellung von Grammatiken und Wörterbüchern für schriftlich unbelegte Vorstufen einzelner Sprachen.
Die Disziplin der vergleichenden Sprachwissenschaft befasst sich mit der Frage, welche Sprachen auf eine gemeinsame Ursprache (Protosprache) zurückgeführt werden können und so eine Sprachfamilie bilden, und wie sich diese Sprachen seit der Abspaltung von der gemeinsamen Vorgängersprache entwickelt haben. Etymologie und linguistische Rekonstruktion im Rahmen der komparativen Methode sind hierbei wesentliche Verfahren, um historisch nicht belegte Aspekte der Sprachgeschichte zu ermitteln.

## Wissenschaftsgeschichte
Der Beginn der historischen Linguistik liegt im 19. Jahrhundert, als erstmals eine gut begründete Hypothese über Verwandtschaft unter den indogermanischen (indoeuropäischen) Sprachen aufgestellt wurde (siehe Indogermanistik). Zu dieser Zeit beschäftigte sich die historisch-vergleichende Sprachwissenschaft mit der Erforschung der Vorstufen unserer heutigen Sprachen. (Für das heutige Deutsch sind dies die hypothetischen Sprachen Urindogermanisch und Urgermanisch sowie die historischen Stufen Althochdeutsch, Mittelhochdeutsch und Frühneuhochdeutsch.)
In der Folgezeit dominierte die historisch-vergleichende Sprachwissenschaft die gesamte Sprachforschung. Erst dadurch etablierten sich philologische Fächer wie Germanistik, Anglistik oder Romanistik usw. als eigenständige Wissenschaften und Studienrichtungen. Ältere Sprachstufen untersuchte man anhand von Texten in Form von Grammatiken, Wörterbüchern und Sprachgeschichten. Die historisch-vergleichende Sprachwissenschaft stellte die Mittel zum Verständnis dieser älteren Texte zur Verfügung, was wiederum das Verständnis der Vorstufen unserer eigenen Sprachgemeinschaft und Kulturgemeinschaft verbesserte.
Im 20. Jahrhundert wurden neue Verfahren entwickelt, Sprachgeschichte zu inferieren und zu modellieren. So stützt sich die Lexikostatistik (die von der theoretisch enger gefassten Glottochronologie unterschieden werden sollte) auf Vergleiche bestimmter Teile des Wortschatzes von Sprachen, die als besonders stabil gelten, um spezifische Aspekte der Sprachentwicklung, insbesondere die Subgruppierung, zuweilen aber auch die Datierung von Ursprachen, zu ermitteln.